# Lodovico Castelvetro
Lodovico Castelvetro (v. 1505 à Modène - 1571 à Chiavenna, dans la province de Sondrio) est un écrivain italien de la Renaissance, qui, en raison de certains désaccords avec l'Église catholique, fut déclaré hérétique en 1557, ce qui le fit mourir en exil.
Ses polémiques  avec Annibal Caro sur la langue vulgaire ont inspiré Benedetto Varchi (L'Ercolano), un précurseur de la linguistique toscane et florentine.
Dans son La poetica di Aristotele volgarizzata il défend les trois unités (temps, lieu et action) du drame, et autant l'utilisation de la poésie pour le seul plaisir ; ce qui a eu une influence notable sur l'ensemble des normes critiques pour le drame à la Renaissance et à la période néoclassique française.

## Biographie
Lodovico Castelvetro naquit à Modène, en 1505. Sa famille était noble et ancienne ; son éducation fut soignée. Il étudia successivement dans les universités de Bologne, de Ferrare, de Padoue et de Sienne, et y fit admirer ses progrès. Pour obéir à son père, il prit dans cette dernière université ses degrés dans la faculté de droit, et fut même reçu docteur. Il y fut aussi reçu de l’Accademia degli Intronati, ce qui lui plut davantage. Sa mauvaise santé l’ayant forcé de retourner dans sa patrie, et d’interrompre pendant quelque temps ses études, il contribua très-activement à y ramener le goût des belles-lettres, et fréquenta très-assidûment l’académie qu’on venait d’y établir. La foi de cette académie tout entière étant devenue suspecte, elle fut obligée de signer, en 1542, un formulaire qui lui fut présenté par ordre du cardinal Contarini ; Castelvetro le signa comme les autres académiciens. En 1555, il eut, avec Annibal Caro, une querelle littéraire. Castelvetro critiqua la canzone du Caro, Venite all’ombra de’ gran gigli d’oro à plusieurs reprises. Annibal Caro, dans ses défenses et dans son Apologie, mit encore plus d’aigreur et d’emportement. il fut impossible de les réconcilier. La signature du formulaire n’avait pas dissipé tous les nuages élevés contre la foi de quelques académiciens de Modène. Les soupçons et les dénonciations recommencèrent ; en 1557, plusieurs furent arrêtés, envoyés à Rome, et jetés dans les prisons du Saint-Office. Les autres se sauvèrent, et l’on croit que Castelvetro se retira et se cacha dans le Duché de Ferrare. Ils étaient principalement accusés de partager les opinions nouvelles, et d’avoir traduit et publié des ouvrages écrits en latin par les novateurs ; Castelvetro l’était particulièrement d’avoir traduit un livre de Mélanchthon. Il se laissa enfin persuader d’aller à Rome pour se justifier, et rendre compte de sa foi, il obtint un sauf-conduit, et eut pour prison le couvent de Ste-Marie in Via, avec la permission d’y voir qui il voudrait. Après avoir subi quelques examens, étant instruit que l’affaire ne prenait pas un tour favorable pour lui, il s’échappa de Rome pendant la nuit et se mit en sûreté. Condamné et excommunié à Rome comme hérétique contumace, en 1561, il se retira à Chiavenna avec son frère Giovanni Maria, aussi condamné comme complice de sa fuite. C’est alors qu’ Annibal Caro est accusé de s’être joint peu généreusement aux ennemis de Castelvetro en le recommandant, en toutes lettres, aux inquisiteurs, au prévôt et au grand diable d’enfer. Muratori, dans sa Vie du Castelvetro, assure que les accusations sont sans fondement. Le Concile de Trente était alors assemblé. Il présenta une supplique au pape Pie IV, pour qu’il lui fût permis de se présenter devant le Concile et de s’y justifier; mais le tribunal de l’inquisition étant déjà saisi de cette affaire, le pape exigea que Castelvetro comparût à Rome, et y allât purger sa contumace. Par crainte, il quitta Chiavenna pour Lyon. La guerre déclarée entre les catholiques et les protestants l’y exposa à de nouveaux dangers. C’est là que le feu ayant été mis à sa maison, il cria aux personnes qui l’aidaient à sauver ce qu’il pouvait de ses effets et de ses papiers : « Sauvez ma Poétique. » Obligé de fuir de la ville, il se rendit d’abord à Genève, et retourna ensuite à Chiavenna, où il fut engagé par quelques jeunes gens à leur donner tous les jours une leçon sur Homère, et une sur la Rhétorique de Cicéron. Le bon accueil que son frère avait reçu à la cour de l’empereur Maximilien II détermina Lodovico à se rendre à Vienne. Il y dédia à ce souverain l’ouvrage  sauvé des flammes, et son Exposition de la Poétique d’Aristote. La peste le força de quitter Vienne et de retourner encore à Chiavenna, où il mourut, le 21 février 1571.

## Ouvrages

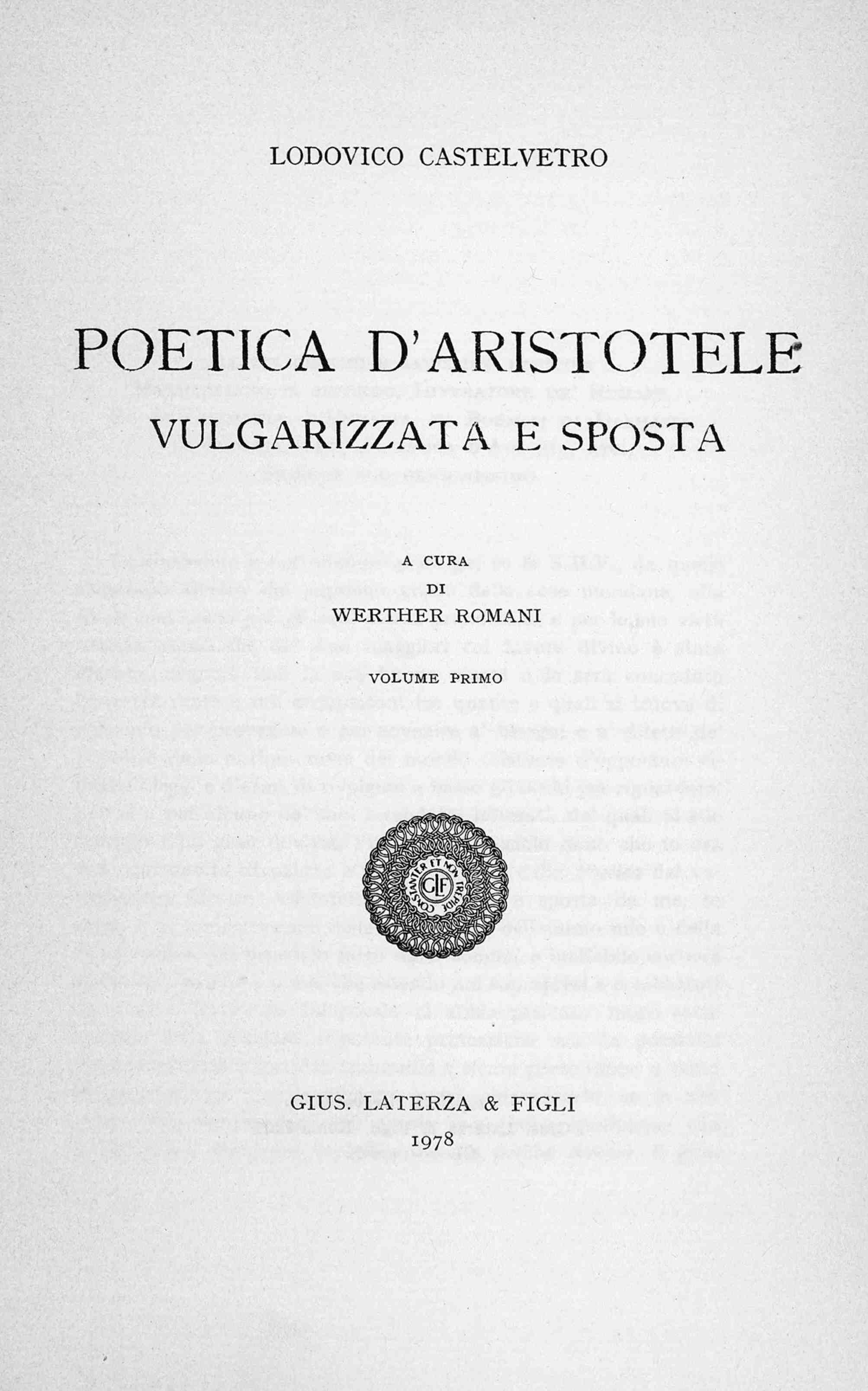
Poetica d'Aristotele

- Ragioni di alcune cose segnate nella canzone di Annibal Caro : Venite all’ombra dei gran gigli d’oro, sans date et sans nom de lieu (Modène), in-4°, et Venise, 1560, in-8°. C’est l’écrit qui occasionna entre le critique et l’auteur critiqué une querelle si longue et si envenimée. On le trouve joint à l’apologie d’Annibal Caro , intitulée : Apologia degli accademici di Banchi di Roma, etc., Parme, 1558, in-4°.
- La Poetica d’Aristotile volgarizzata e sposta per Lodovico Castelvetro, Vienne, 1570, in-4°. Ce n’est pas seulement Dacier, traducteur et commentateur français de la Poétique d’Aristote, qu’il en faut croire sur cette traduction et sur ce commentaire italien, ni Alexandre Piccolomini, traducteur et commentateur italien du même ouvrage : les critiques les plus savants et les plus désintéressés ont tous été du même avis sur l’abus que l’auteur y a fait de son érudition et de la sagacité de son esprit, sur les sophismes et les paralogismes où sa subtilité l’entraîne, sur la confusion d’objets, souvent étrangers au texte et aux principes d’Aristote, dont il surcharge son commentaire, et sur les critiques hasardées et souvent injustes auxquelles il se livre sans nécessité, quelquefois même hors de propos. Le style d’ailleurs en est pénible et obscur, défaut que l’on peut reprocher à tout ce qu’il a écrit dans sa langue naturelle. Cette édition de la Poétique d’Aristote contenait quelques passages qui la firent prohiber en Italie, ce qui la fait rechercher, et en rend les exemplaires assez rares et fort chers. Après la mort de Castelvetro, l’on en fit une seconde édition, Bâle, 1576, in-4°, qui n’est pas non plus très-commune, et où les endroits suspects ont été retranchés : on a marqué par des astérisques la place qu’ils occupaient dans la première. Les curieux les réunissent, et, toutes deux ensemble, elles sont d’un prix excessif.
- Correzioni di alcune cose nel dialogo delle lingue (l’Ercolano) del Varchi, ed una Giunta al primo libro delle prose di messer Pietro Bembo, dove si ragiona della volgar lingua, Bâle, 1572, in-4°, et Modène, 1575, in-4°, sans nom d’auteur. On trouve les Corrections jointes à l’Ercolano du Varchi dans la bonne édition de ce dernier, donnée par Comino, Padoue, 1744, 2 vol. in-8° ; et la Giunta aux Prose du Bembo, dans l’édition aussi très-estimée de cet ouvrage, Naples, 1714, 2 vol. in-4°.
- Esaminazione sopra la rettorica (di Cicérone) a Gaio Erennio fatta per Ludovico Caslelvetro, Modène, 1655, in-4°: Ce sont les leçons qu’il avait données à Chiavenna, avant son voyage de Vienne.
- Sposizione delle rime del Petrarca, ou plutôt : le Rime del Petrarca brevemente sposte da Lodovico Caslelvetro, Bâle, 1582, in-4°. Ces notes, qu’il n’eut pas le temps d’achever, sont souvent piquantes par leur originalité, mais souvent aussi peu justes, et d’un rigorisme de critique qui n’est pas assez tempéré par le goût et le sentiment de la poésie. Ménage, au sujet de ces notes, a qualifié l’auteur de critique accuratissimo ed acutissimo. Il y en a une fort belle édition de Zatta, Venise, 1756, 2 vol. in-4°, et quelques exemplaires in-fol., avec plus de deux cents gravures.
- Opere varie critiche di Lodovico Castelvetro non più stampate, colla vita dell’autore scritta da Lodovico Antonio Muratori, Lione (Milan), 1727, in-4°. Cette vie donne une idée très-avantageuse du caractère, comme du savoir et des talents de Castelvetro. On reproche à Muratori trop de partialité, surtout relativement à la querelle avec Annibal Caro, auquel il n’épargne pas les plus odieuses imputations. Les œuvres diverses recueillies dans ce volume sont des morceaux détachés de critique, et de simples notes sur différents sujets. Il y en a sur des questions particulières de critique et de philologie, d’autres sur des passages de plusieurs auteurs, sur des églogues de Virgile, sur quelques endroits du poème du Dante, sur des comédies de Térence, et un très-grand nombre sur Platon et sur la traduction latine de Marsile Ficin. Celles-ci sont à la fin du volume, et en occupent environ 120 pages.
- La poetica di Lodovico Castelvetro (1904), par  Antonio Fusco (1873-1908)[2]

## Sources
- « Castelvetro (Louis) », dans Louis-Gabriel Michaud, Biographie universelle ancienne et moderne : histoire par ordre alphabétique de la vie publique et privée de tous les hommes avec la collaboration de plus de 300 savants et littérateurs français ou étrangers, 2e édition, 1843-1865 [détail de l’édition]

- (it) Cet article est partiellement ou en totalité issu de l’article de Wikipédia en italien intitulé « Lodovico Castelvetro » (voir la liste des auteurs).